# سرکوب سیستم ایمنی
سرکوب سیستم ایمنی در واقع کاهش فعال شدن و بازده این سیستم می‌باشد. برخی از اجزا سیستم ایمنی در واقع اثر سرکوب‌کنندگی بر بخش‌های دیگر دارد. سرکوب کردن سیستم ایمنی می‌تواند به عنوان واکنش‌های متنوعی جهت درمان بیماری‌های مختلف دیگر انجام شود.

به صورت کلی، ما از این جهت سرکوب کردن سیستم ایمنی را القا می‌کنیم تا نگذاریم بدن اندام پیوند زده شده را پس بزند. به علاوه در جهت درمان بیماری graft-versus-host پس از یک پیوند مغز استخوان یا بیماری‌های خود ایمنی مثل systemic lupus erythematosus, rheumatoid arthritis Sjögren's syndrome یا Crohn's disease نیاز استفاده می‌شود. این معمولاً از طریق تجویز دارو صورت می‌پذیرد ولی گاهی نیاز به جراحی (splenectomy)و یا plasmapheresis و حتی پرتو درمانی نیز می‌باشد. یک فردی که سیستم ایمنی وی سرکوب شده یا به دلایل دیگر سیستم ایمنی ضعیفی دارد(شیمی درمانی یا HIV) گفته می‌شود که immunocompromised شده‌است.